# 栎叶罗伞
栎叶罗伞（学名：Brassaiopsis quercifolia）是五加科罗伞属的植物，是中国的特有植物。分布于中国大陆的广西等地，常生长在石山疏林中，目前尚未由人工引种栽培。